# Distretto di Tinta
Il distretto di Tinta è uno degli otto distretti della provincia di Canchis, in Perù. Si trova nella regione di Cusco.